# مجمع‌الجزایر ترول غربی
مجمع الجزایر تِروُل غربی،(به انگلیسی:Vesterålen) مجموعه ای از جزایر در نروژ است. این مجمع الجزایر در شمال غربی استان نورلاند، در شمال مجمع الجزایر لوفوتن، واقع شده‌است.
مجمع الجزایر تِروُل غربی، از جزیره لانگ (سومین جزیره بزرگ نروژ بدون احتساب سوالبار)، جزیره آند، جزیره هادسل، بخش غربی جزیره هینویا (بزرگترین جزیره نروژ)، بخش شمالی جزیره اوُستوُگ و ۱۳۲۵ جزیره کوچکتر عمدتاً خالی از سکنه تشکیل شده‌است.

## تقسیمات اداری
از نظر جغرافیایی مجمع الجزایر تِروُل غربی، یک مرز طبیعی با مجمع الجزایر لوفوتن، در آبدره هادسل، در جنوب دارد.
 تقسیمات اداری فعلی، مانند سازمان‌های قضایی و مذهبی بر اساس حدود شهرداری‌ها تعیین شده‌است؛ و حدود شهرداری‌های فعلی به نوبه خود، بر اساس میزان دسترسی و سهولت ورود به منطقه، که عمدتاً در گذشته بر اساس فعالیت و روابط مذهبی شکل گرفته؛ تعیین شده‌است. این روابط سنتی که اساس تقسیمات امروزی بر آنها بنا شده همگی بر دریا و راه‌های آبی استوارند. به همین علت برای مثال، بخش غربی جزیره هینویا، قسمتی از مجمع الجزایر تِروُل غربی، محسوب می‌شود.
مجمع الجزایر تِروُل غربی، در حال حاضر از یک منطقه قضایی، یک حوزه نفوذ کلیسا و ۵ محدوده شهرداری تشکیل شده‌است. این ۵ شهرداری، مجموعاً ۲٫۵۳۱ کیلومتر مربع را پوشش داده؛ و دارای ۳۰٫۴۳۷ نفر جمعیت هستند.

## طبیعت

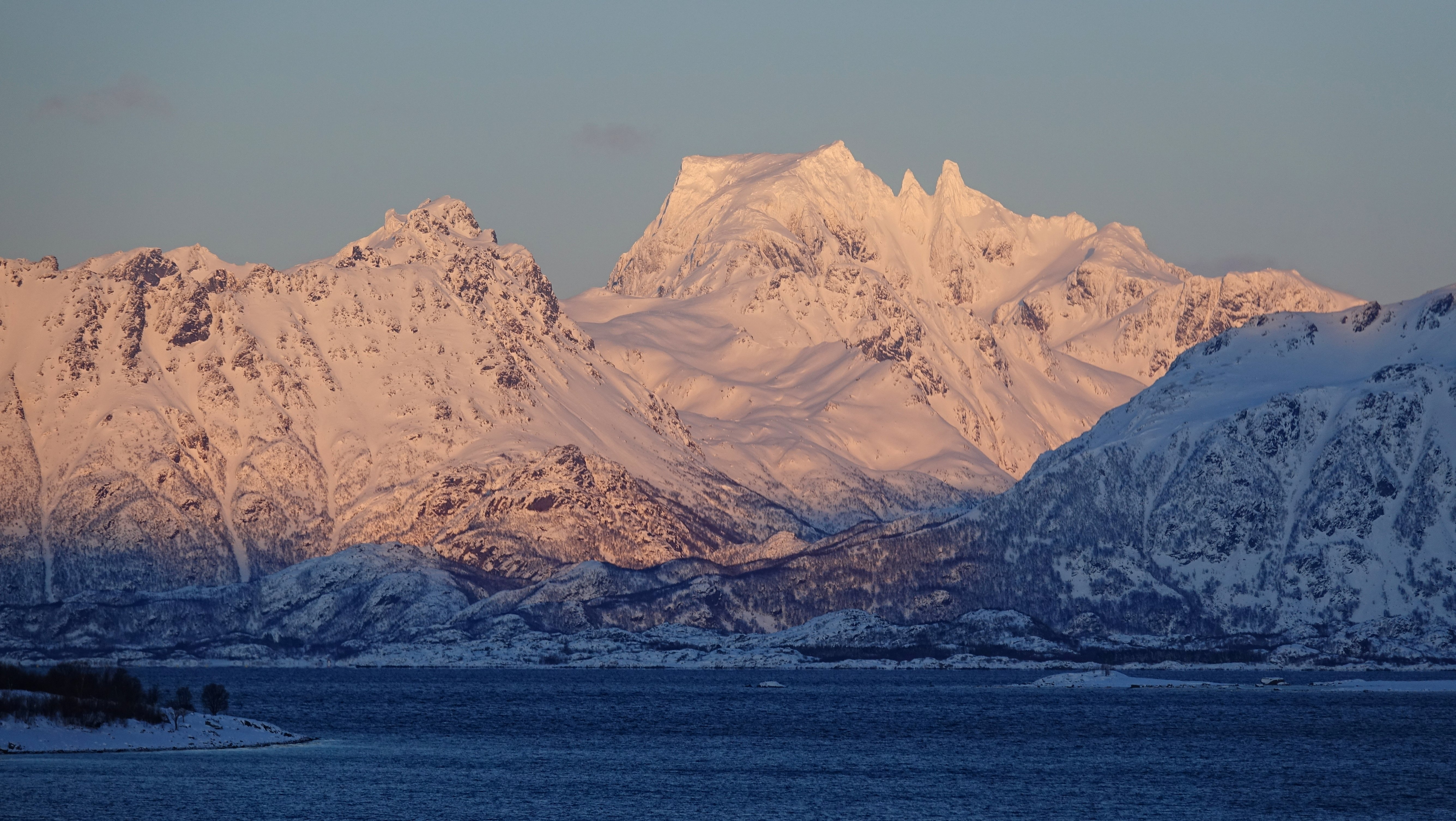
موی سالن، کوه اصلی در پارک ملی موی سالن و بلندترین کوه در جزیره هینویا با ارتفاع ۱٫۲۶۲ متر است. از سال ۲۰۰۳ میلادی، کوه Møysalen و نواحی اطراف آن، منطقه محافظت شده، اعلام شدند.

مجمع الجزایر تِروُل غربی، دارای مناظری متنوع است. سطح ساحل در بسیاری از نقاط به خوبی گسترش یافته‌است. این گسترش به خصوص در جزیره آند و در امتداد خط کشتی‌رانی به سمت شرق، بیشتر است. در این سواحل، زمین‌های باتلاقی قابل توجهی، یافت می‌شوند.
 از سطح ساحل؛ و گاه مستقیماً از سطح دریا، شیب‌های تند کوه‌ها بالا رفته‌اند. در بسیاری موارد، کوه‌ها قله ای نوک تیز داشته؛ و دره‌های عمیقی در میان دارند. در نقاط دیگر، به خصوص در جزیره آند، سطح قله‌ها کمی چین خورده‌است. بلندترین قله، با ارتفاع ۱٫۲۶۲ متر از سطح دریا، در جزیره هینویا، واقع شده‌است.
سنگ بستر درمجمع الجزایر تِروُل غربی، عمدتاً از گنیس متعلق به دوره پرکامبرین، گرانولیت و گرانیت تشکیل شده‌است. قدمت گرانیت در غرب آبدره «گولنس» به بیش از ۲۷۰۰ میلیون سال می‌رسد و از جمله قدیمی‌ترین بسترهای گرانیت در کشور نروژ است. در جزیره آند همچنین سنگهایی از دوره کامبرین، وجود دارند؛ و در ساحل شرقی جزیره، رو به شمال، جوان‌ترین سنگ‌های نروژ در خشکی پیدا می‌شوند. از سال ۲۰۰۳ میلادی، کوه «موی سالن» و نواحی اطراف آن، منطقه محافظت شده، اعلام شدند.

## جمعیت
اسکان جمعیت در مجمع الجزایر تِروُل غربی، عمدتاً در مناطق ساحلی، شکلی پراکنده دارد. در سال ۲۰۲۰ میلادی، ۶۳ درصد جمعیت در شهرک‌های بسیار کوچک، اقامت داشتند. این در حالی است که در کل استان نورلاند، این نسبت ۷۲ درصد، بوده‌است. طبق آمار سال ۲۰۲۰ میلادی، سورتلند که بزرگترین شهرک است؛ با ۵٫۴۸۷ نفر، بیشترین جمعیت را دارد. ۲ شهرک بزرگ دیگر، ستوکمارکنس، با ۳٫۴۴۵ و اندینس، با ۲٫۵۶۱ نفر مقام‌های بعدی را دارند.

## کسب و کار
اساس کسب و کار اهالی منطقه، تا حد زیادی وابسته به شیلات است و بعضی از شهرک‌ها عملاً، تنها شهرک ماهی‌گیری هستند. اما در بعضی از مناطق ساحلی، جایی که زمین ساحل گسترش یافته، در بسیاری از شهرک‌ها انواع کشاورزی رواج دارد. هر چند که دامپروری و تولید شیر و گوشت، بیشترین اهمیت را دارد. کارگاه‌های صنعتی موجود در منطقه، بیشتر در خدمت صنایع وابسته به شیلات هستند و به غیر از آنها صنایع دیگر، کمتر به چشم می‌خورند.

## حمل و نقل
تعدادی پل، این جزایر را به یکدیگر و هم به سرزمین اصلی متصل می‌کنند. بزرگراه ۸۵ اتصال اصلی به مجمع الجزایر تِروُل غربی است. این بزرگراه از جاده اروپایی جدا شده و با ایستگاه خط کشتی ارتباط دارد. ضمن آنکه از سورتلند جاده کشوری ۸۲ رو به سمت شمال به اندینس رفته و از طریق اتصالات جاده، با همه شهرک‌ها، بدون نیاز به کشتی، ارتباط برقرار می‌کند. با این حال خط کشتی‌رانی همچنان، اهمیت زیادی در امور حمل و نقل جزایر را دارد.
مجمع الجزایر تِروُل غربی، دارای ۲ فرودگاه است. یکی در جزیره لانگ و دیگری در جزیره آند.

## پیشینه
یافته‌های باستانی نشان می‌دهد که مجمع الجزایر تِروُل غربی از حدود ۵۰۰۰ سال قبل از میلاد، یک منطقه مسکونی بوده‌است. به ویژه جزیره آند و جزیره لانگ غنی از آثار باستانی هستند. نام مجمع الجزایر تِروُل غربی، احتمالاً ریشه در  زبان نوردیک باستان دارد و به معنی «باریکه غربی» است.

## نگارخانه

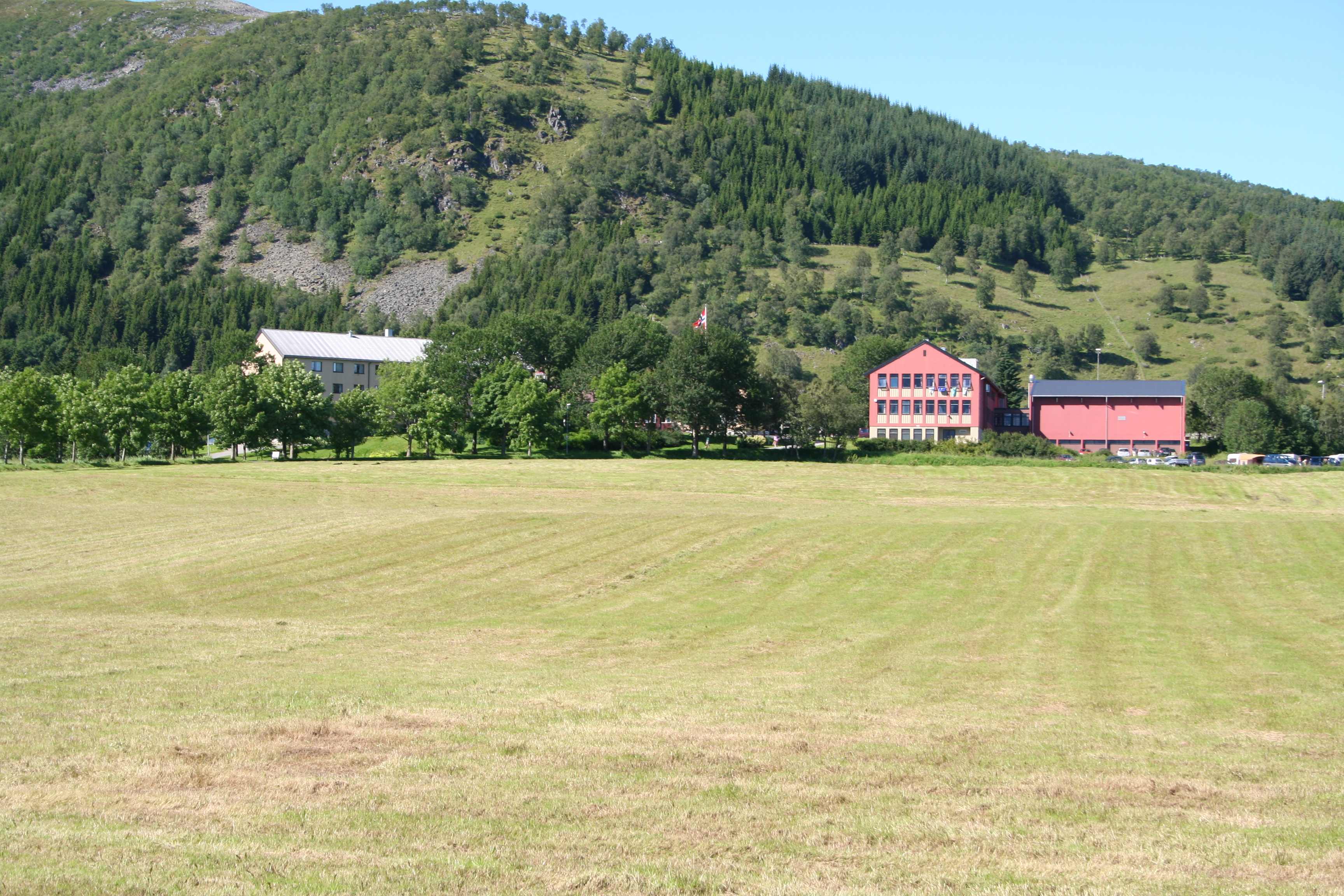
دبیرستان کشاورزی در کلیوا، شهرداری سورتلند
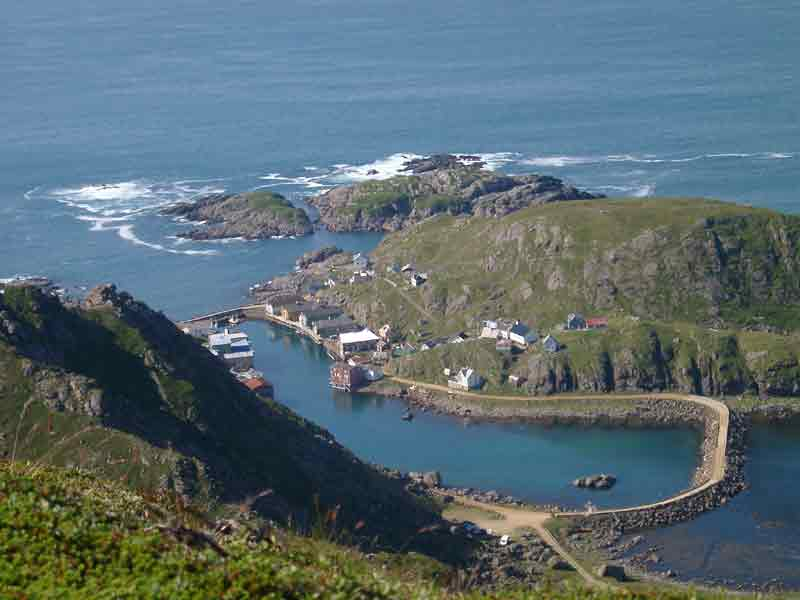
نیکسوند (۱ اوت ۲۰۰۴)
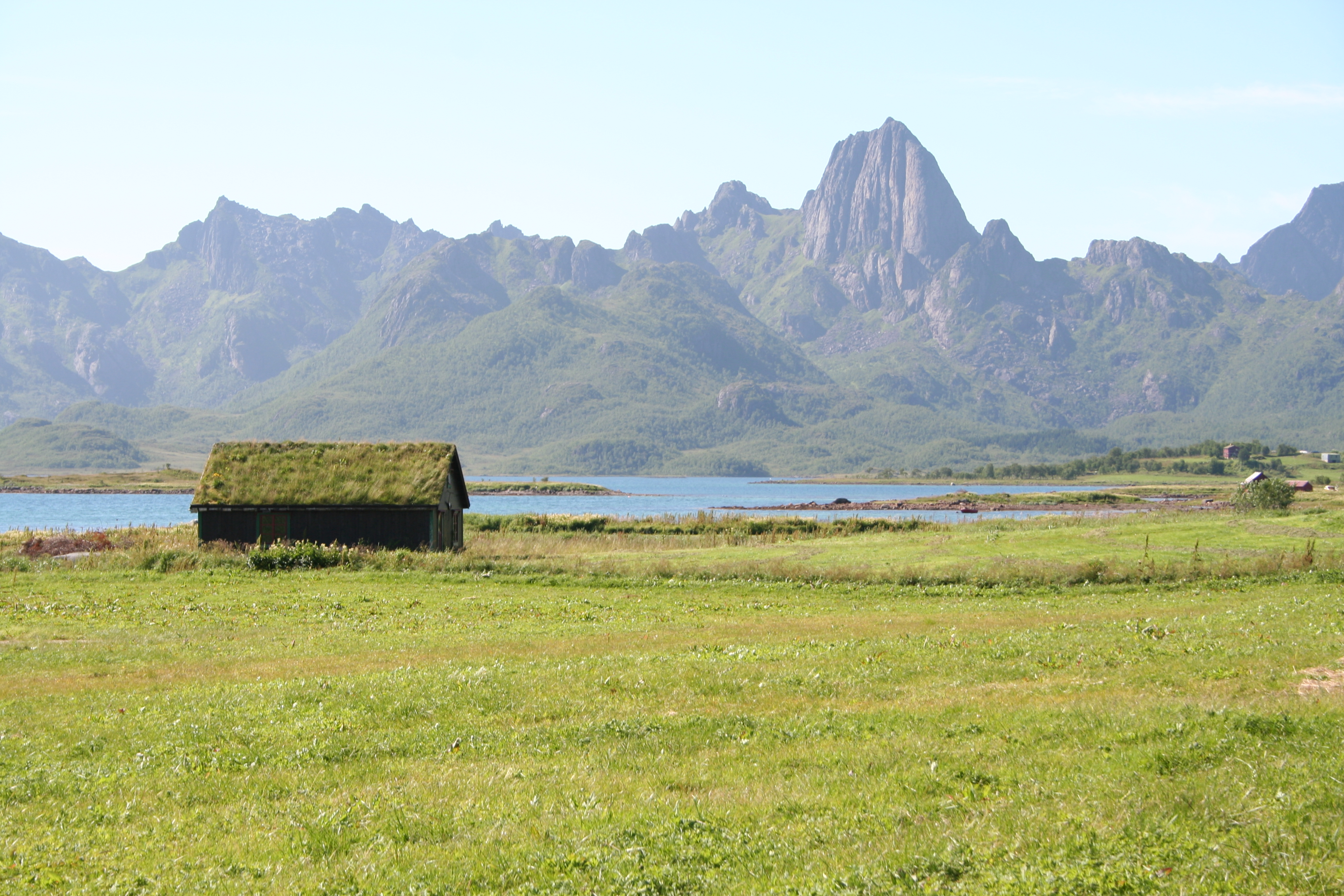
نمای رو به روی راکا، اسکاتلند
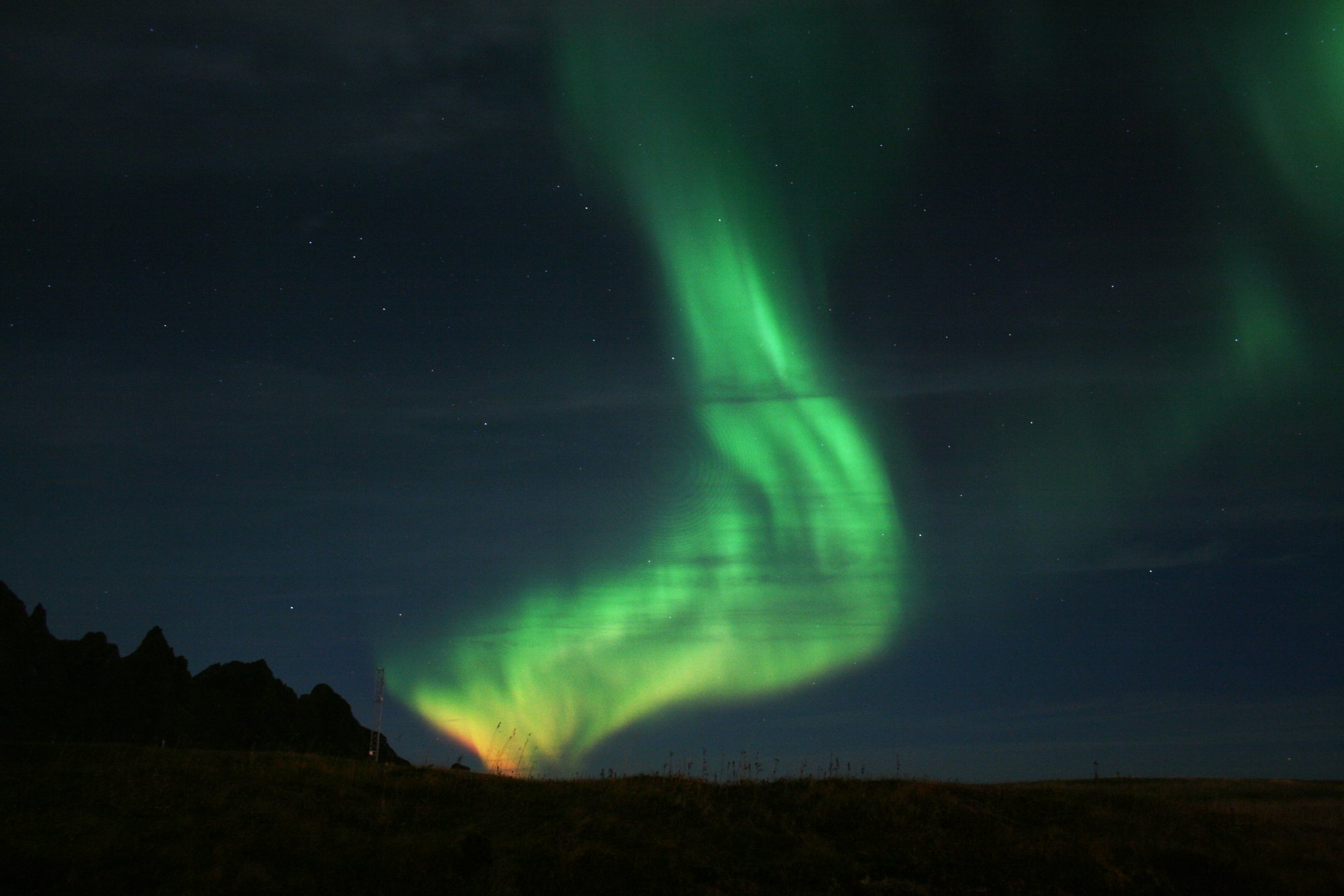
شفق قطبی در تمام وسترلن قابل مشاهده است. آندوی، اکتبر ۲۰۰۷.
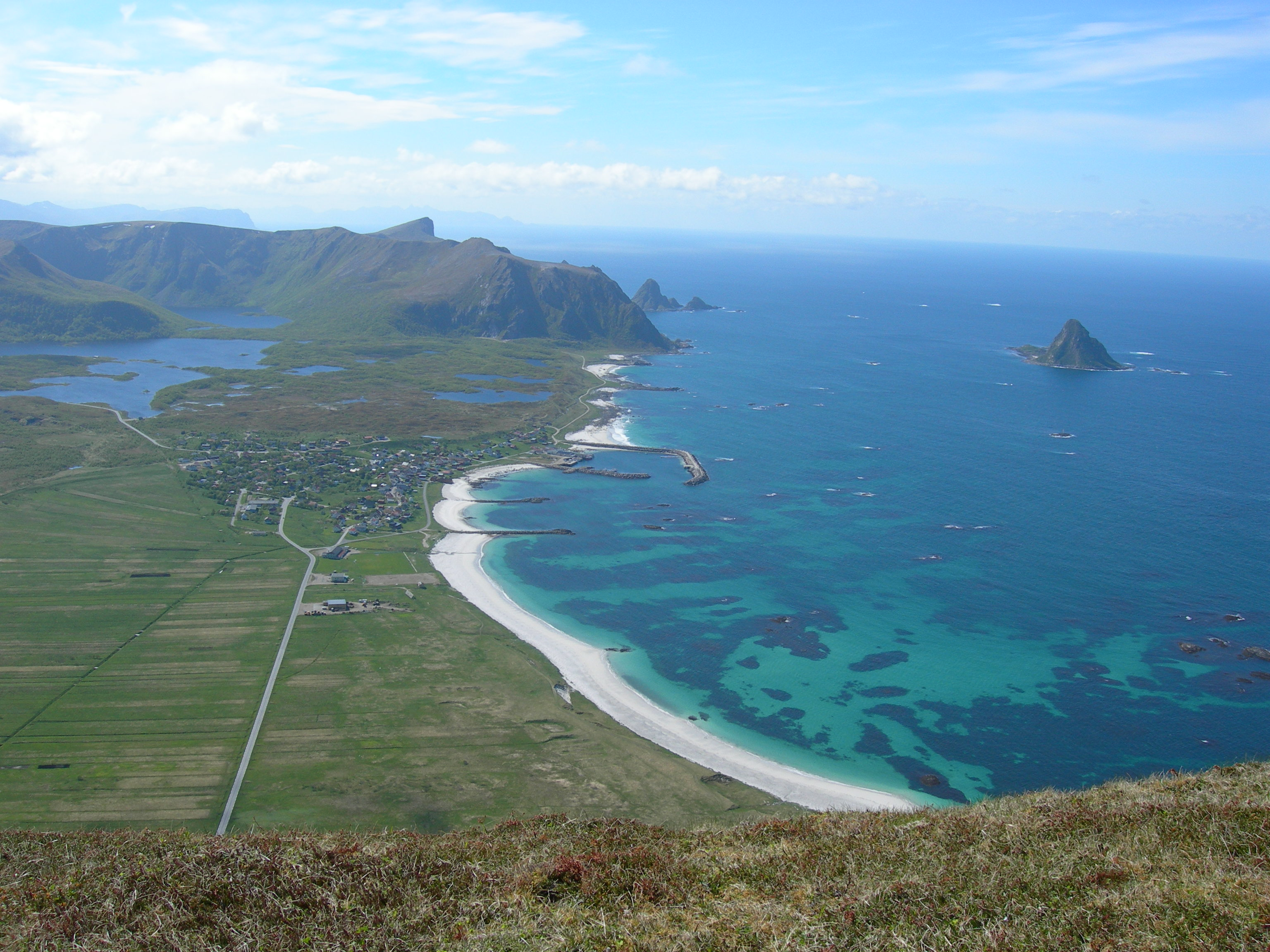
دهکده بلیک در آندوی، با ساحل طولانی و کلنی پرندگان دریایی در جزیره کوچک بلیک سویا. اعماق اقیانوس در اینجا بسیار نزدیک به ساحل است و نهنگ‌های اسپرم در این منطقه زندگی و تغذیه می‌کنند.